# 土浦市立土浦第六中学校
土浦市立土浦第六中学校(つちうらしりつ つちうらだいろくちゅうがっこう) は、茨城県土浦市にある公立中学校。略称は「土浦第六」「六中」。

## 概要
土浦市立の公立中学校で、三学期制、3学年14学級（普通学級10＋特別支援学級4）、男女共学で全校生徒数は347名（2021年度）。施設は、校舎（4階建て）、土の校庭、体育館、屋外プールなどを備え、自習室を設けているのが特徴。学習は、定期テストが年5回、長期休暇中の補習教室の開催、朝学習があるのが特徴で、習熟度別のクラス分けや土曜日授業はない。進学先は主に公立高校が4割以上を占める。生活面では、学校給食が完全給食、毎年クラス替えがある。校則は制服や服装に各規程があり、携帯電話（スマートフォン）持ち込み禁止。髪型は一部制約があり、男子はツーブロック不可で、女子の長髪には結び方に規定があり、ストレートパーマ以外のパーマは不可とされる。毎年PTAイベントや保護者参観、校外学習、体育祭（秋）、合唱コンクールがあるほか、修学旅行（京都・奈良）の学校行事があり、職場体験も行われている。部活動は野球・男子サッカー・女子バレーボール・バスケットボール・卓球・テニス・バドミントン・剣道・水泳・陸上・吹奏楽・科学・美術の各部があり、未加入の選択もできる。学校は阿見町市街地近郊の土浦市南部の田畑の中に立地し、通学方法に自転車通学が認められている。
校章は、土浦を表す図案化した「土」の文字の周辺に、六中を表した6本のペン先があしらわれ、中心よりやや上に「中」の文字を置いている。校歌の歌詞は3番まであり、校訓の「あふれる知性」「ゆたかな心」「じょうぶな体」が謳われており、各番の終わりに校名が2度登場する。

## 校訓
「じょうぶな体・ゆたかな心・あふれる知性」

## 部活動
- 軟式野球部
- サッカー部
- 男女バドミントン部
- 男女ソフトテニス部
- 男女バスケットボール部
- 女バレーボール部
- 卓球部
- 剣道部
- 吹奏楽部
- 美術部
- 科学部

## 学区
（この節の出典）
土浦市右籾、摩利山新田、大岩田、霞ケ岡町、小岩田東一丁目・二丁目、小岩田西一丁目・二丁目、烏山一丁目・二丁目・三丁目・四丁目・五丁目

## 現行制服
- 男子 
  - 冬服-標準的な学生服上下
  - 夏服-カッターシャツ、スラックス
- 女子
  - 冬服-セーラー服、カッターシャツ、ジャンパースカート
  - 夏服-カッターシャツ、水色の棒タイ、吊りスカート

## 令和8年導入予定の新制服
- 冬服-ブレザー、カッターシャツ、水色のネクタイまたは水色のリボン(現行女子夏服の棒タイと同色のものになる)、スラックスまたはスカート
- 夏服-ポロシャツ、スラックスまたはスカート

## 進学前小学校
（この節の出典）
- 土浦市立大岩田小学校
- 土浦市立右籾小学校

## 周辺施設
- 土浦市立大岩田小学校
- 陸上自衛隊霞ヶ浦駐屯地